# Víctima

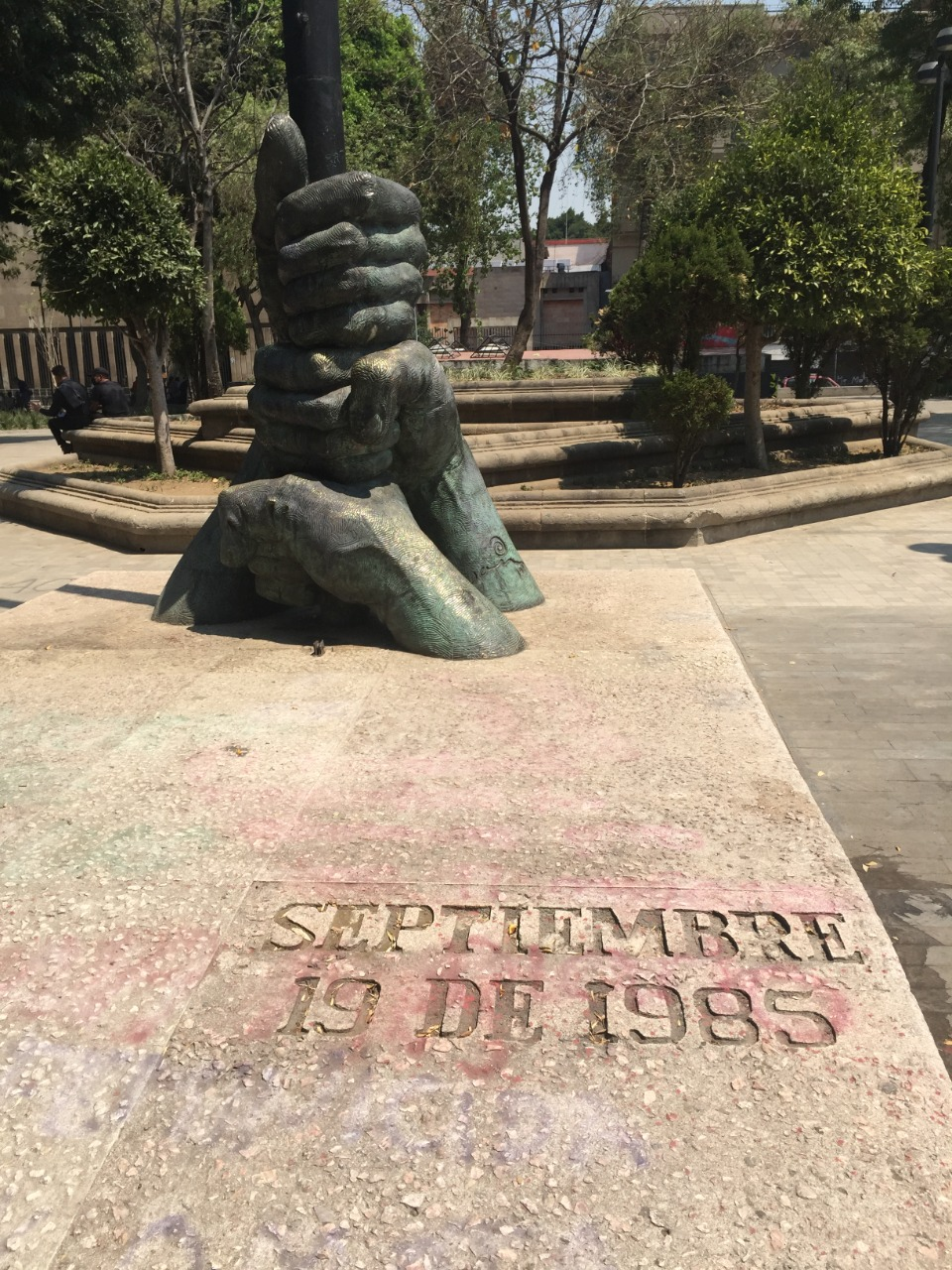
Monumento a las víctimas del terremoto de México de 1985 en Ciudad de México, fotografiado en 2022. En este lugar se hallaba el hotel Regis, derribado durante los movimientos telúricos de dicho desastre natural.

Víctima, en primer término, es todo ser viviente sacrificado o destinado al sacrificio. Sin embargo, desde el punto de vista utilizado habitualmente, una víctima es la persona que sufre un daño o perjuicio, que es provocado por una acción u omisión, ya sea por culpa de otra persona, o por fuerza mayor. No se considera víctima si está esta consiente del hecho a realizar.
Una víctima es quien sufre un daño personalizable por caso fortuito o culpa propia El victimista se diferencia de la víctima porque se disfraza consciente o inconscientemente simulando una agresión o menoscabo inexistente; o responsabilizando erróneamente al entorno o a los demás. 
El término víctima se utiliza principalmente en tres ámbitos: delitos, guerras y desastres naturales.

## Derecho penal
En Derecho penal la víctima es la persona física que sufre un daño provocado por un sujeto. El daño puede ser físico, moral, material o psicológico. Se puede ser víctima de delitos que no hayan producido un daño corporal físico como un robo o una estafa, siendo entonces el daño meramente patrimonial. Por lo general, el delito apareja daño moral al daño material sufrido.
El condenado por un delito debe resarcir los daños causados a la víctima, y cuando no es posible revertir el daño, debe ser sustituido por una indemnización de carácter pecuniario.
Las legislaciones más modernas definen las víctimas en tres tipos: 1. Al ofendido directamente por el hecho punible; 2. Al cónyuge, conviviente notorio, hijo o padre biológico o adoptivo, parientes dentro de tercer grado de consanguinidad o segundo de afinidad, a los herederos, en los hechos punibles cuyo resultado sea la muerte del directamente ofendido; 3. A los socios, asociados o miembros, respecto de los hechos punibles que afectan a una persona jurídica, cometidos por quienes la dirigen, administran o controlan. (Ver código Procesal Penal de la República Dominicana) 4. También puede ser víctima el Estado,en aquellos delitos que atentan contra un bien jurídico cuyo titular sea el Estado, por ejemplo: la salud pública; la fe pública. En estos casos puede existir concurrencia de víctimas, entre el Estado y las personas naturales o jurídicas que también sufrieron daños derivados de la comisión de un acto punible.
A decir del victimólogo Julio Matos Quesada, en cuanto a la conceptualización de la víctimas, podremos decir que existe diferencia entre los términos: Víctima, persona que sufre directamente la acción delictiva, Sujeto Pasivo es el titular del bien jurídico protegido, Agraviado es la persona que ha sido perjudicada por el delito, esto es, puede ser la propia víctima, los familiares o allegados directos del mismo, Actor Civil es aquella persona legitimada para acudir ante el órgano judicial y constituirse como tal en el proceso, y puede ser tanto la víctima, el sujeto pasivo, y en ciertos casos el agraviado, Querellante Particular es aquella persona víctima de un delito de acción privada (V.gr. contra el honor, etc.), la misma que acude directamente ante el Poder Judicial mediante una querella.

## Guerra
En guerra, se denomina víctima a la persona física, ya sea militar o no, que muere o es herido en el transcurso de una batalla o acción de guerra. Por ello se pone un mayor énfasis en los daños corporales, diferenciándose en este caso entre heridos y fallecidos (siendo todos ellos víctimas).
También se suele diferenciar entre víctimas militares (soldados de uno u otro bando) y civiles (también llamados daños colaterales).

## Desastres naturales
Al igual que en la guerra, se denomina víctimas de un desastre natural (terremoto, maremoto, erupción volcánica, etc.) a aquellos con daños corporales, ya sean heridos o muertos (aunque en muchos casos se utiliza víctima para referirse exclusivamente a los fallecidos).
En estos casos, los que reciben perjuicios de carácter patrimonial reciben la denominación de damnificados.